# Região do Médio São Francisco
O Médio São Francisco é uma região do semiárido nordestino, no estado da Bahia, que compreende os municípios de Barra, Bom Jesus da Lapa, Carinhanha, Ibotirama, Malhada, Morpará, Muquém de São Francisco, Paratinga, Serra do Ramalho e Sítio do Mato.

## História
A região originalmente era habitada por indígenas tuxás, xacriabás, aricobés, aimopiras, tamoios, cataguases e caiapós.
A colonização da região ocorreu no século XVII, no ciclo do gado, por meio de vaqueiros ligados aos dois maiores latifúndios do sertão: a Casa da Torre, que ocupou a margem esquerda do São Francisco até Carinhanha e a direita até Sento Sé, e a Casa da Ponte, que ocupou o restante da região. A eles somam-se bandeirantes paulistas que se fixaram na região. Nas fazendas desses latifúndios, se formaram os primeiros povoados, ainda nos seiscentos: Urubu (atual Paratinga) e Barra do Rio Grande (atual Barra), nos domínios da Casa da Ponte e da Torre respectivamente.
A descoberta de jazidas de ouro em Minas Gerais e no Alto Sertão Baiano deu um impulso na região, pois as minas de ouro eram um importante mercado de demanda de gado. Novos povoados e currais surgiram.
Em 1872, foi aberta a navegação a vapor no Rio São Francisco, permitindo o início da integração do Médio São Francisco com o restante do Brasil.
A partir da década de 1970, houve um grande desenvolvimento da região, com projetos de irrigação e abertura de rodovias. Com isso, houve a consolidação da urbanização dos municípios médio-são-franciscanos e a transferência do centro regional de Barra para Bom Jesus da Lapa, polo de investimentos em infraestrutura e agricultura irrigada.

## Geografia
Quando se fala em relevo, o Médio São Francisco está localizado na Depressão Sertaneja-São Francisco.
O clima típico da região é o tropical semiárido e a vegetação, a Caatinga. A principal fonte de abastecimento local é o Rio São Francisco, que dá nome à região.

## Economia
No Médio São Francisco, é pujante a produção de frutas e hortícolas, possibilitada através da irrigação utilizando de tecnologia modernas. A agroindústrias de conserva para exportação e um conjunto de períneos irrigados de porte também integram a região. Além da produção frutífera, destacam-se ainda as culturas tradicionais, como cana-de-açúcar, mandioca, milho, feijão e arroz, além da pecuária, possibilitada através da manutenção dos pastos. A região conta ainda com projetos que visam à implantação de infraestrutura de transporte hidroviário e ao desenvolvimento do turismo e da pesca.